# Ротшпіц
Ротшпіц (нім. Rotspitz) — гора в Ліхтенштейні, висотою — 2 127 м. Ця гора належить до гірського масиву Ретікон в Східних Альпах, поблизу швейцарсько-ліхтенштейнського кордону.
Гора розташована в південній частині Ліхтенштейну. На південь від столиці країни — Вадуца, в її підніжжі розкинулася комуна-община Трізен.